# سیارک ۶۱۱۲
سیارک ۶۱۱۲ (به انگلیسی: 6112 Ludolfschultz، نامگذاری:1981DB1) شش هزار و صد و دوازدهمین سیارک کشف شده‌است که در ۲۸ فوریه ۱۹۸۱ کشف شد.
قدر مطلق سیارک برابر ۳۸.۹ است.